# Vagrant Story
 Vagrant Story (ベイグラントストーリー,Бейгуранто Суторі) — рольова відеогра, розроблена і випущена Square Co. (Нині Square Enix) для приставки PlayStation у 2000 році. За розробкою гри стояли ряд геймдизайнерів з колишньої студії Quest, в тому числі Ясуме Мацуне — раніше вони у складі Square створили успішну тактичну рольову гру Final Fantasy Tactics. Мацуне виступив у Vagrant Story директором та продюсером.
Дія гри відбувається у вигаданій середньовічній країні Валендія і стародавньому зруйнованому місті Леа Монд на його околиці. Головним і єдиним ігровим персонажем є Ешлі Ріот, «ріскбрейкер» (спеціальний агент) на урядовій службі; він проникає в таємничий Леа Монд, щоб виявити зв'язок між сектою Мюлленкамп, яка живе в руїнах міста і могутнім членом парламенту — герцогом Бардорбою, і змушений зіткнутися із зловісними силами міста.
Vagrant Storyвідрізняється від типових для ігрових консолей японських рольових ігор, оскільки в ній відсутня звична для японських рольових ігор «партія» героїв (гравець управляє лише одним Ешлі), відсутні взаємодія з неігровими персонажами і магазини — на заміну їм введена складна система створення та модифікації зброї, численні головоломки та стратегічні елементи. Гра одержала високі оцінки критики й визнання серед гравців попри те, що камеру можна повертати тільки вправо і вліво — подивитися вгору або вниз не дають. Зброя часто потрібно міняти по ходу бою, але немає «гарячих клавіш», які б дозволяли тасувати його одним клацанням, скажімо, як в DMC 3. Навчальний етап — такий, як у сучасних RPG, з грунтовним і наочним роз'ясненням правил, — просто відсутня . Або читаєш внітрішне ігрове керівництво, яке, до речі, теж викладає правила досить коротко (в силу обмежень за обсягом тексту), або так і перебуваєш в невіданні щодо критично важливих особливостей, начебто розучування магічних заклинань. У ній є місце і для екшену, і для метушні з параметрами зброї та обладунків, але не можна стати сильнішим, просто вбивши зайвий десяток монстрів.

## Особливості гри
На відміну від багатьох RPG, в Vagrant Story не заплановані мандри по карті світу і знайомства з десятками населених пунктів. За сюжетом, основні події гри займають приблизно день — рівно стільки, скільки потрібно агенту Ешлі, щоб облазити уздовж і поперек весь Леа Монд, дізнаючись більше про підґрунтя деяких змов і проникаючи в таємниці власного минулого. Леа Монд, колись процвітаюче місто, в одну став могилою для тисяч жителів і перетворився в руїни, куди не поспішають лізти навіть бандити. Мовляв, навіщо лізти туди, де твориться суща чортівня і шастають монстри.
Монстри бувають різного виду від людоподібний ящурів до гігантських крабів, також не обійшлося від неупокоенних душ загиблих, не маючи можливості забратися геть і відчуваючи страшні муки, облаштовуються в тих тілах, які знаходять. Зокрема, це повністю пояснює, чому один з персонажів двічі бореться з Ешлі: бідоласі особливо не пощастило, і після смерті в першому бою він повернувся до свого порубаного тіла.
Леа Монд привабливий не тільки виглядом (його моделювали за зразком середньовічних міст, причому творці спеціально їздили в Європу за натхненням), але і тим, що це, по суті, гігантський лабіринт. Хоча сюжет лине і передбачає відвідування різних пам'яток в певному порядку, не складається відчуття, ніби Ешлі і кроку в бік ступити не може — навпаки, численні розвилки зміцнюють ілюзію свободи та вибору.
У Леа Монд немає магазинів і мандрівних купців, готових забезпечити персонажа вдосконаленою версією улюбленої сокири. Але це не означає, що герою доводиться розраховувати тільки на запасливість ворогів. Нажите в сутичках і знайдене в скринях можна і потрібно розглядати як матеріал для експериментів в кузнях — в тому числі, розбирати на запчастини і комбінувати з уже наявними деталями. Якщо в боях характеристики предмета покращилися (наприклад, зброя стала дієвішим проти звірів, а обладунок — стійкішим до заклинань темряви), це теж буде враховано при перекуванні. Власне, одна з головних складнощів при укомплектуванні Ешлі — вирішити, які речі пора пустити на експерименти, а які варто притримати. Ковальська справа — не менше затягує процес, ніж самі бійки. Заодно в кузнях дозволяють відремонтувати зброю та екіпіровку, оскільки в битвах вони зношуються.
Vagrant Story — одна з небагатьох RPG, де намагаються ефектно обіграти навіть зіткнення з рядовими ворогами. Іноді Ешлі просто заходить в приміщення і назустріч йому кидається пара ящерів, але найчастіше поява ворога передує коротеньким роликом на движку — буквально парою кадрів з ефектними ракурсами. Ось на стіні миготить чиясь тінь, ось в кутку хтось починає рухатися. Інтерактивність від цього не страждає — ролики закінчуються в лічені секунди, а блукати по лабіринтах стає цікавіше. Та й духом Леа Монд — покинутого міста, де за кожним кутом чекає небезпека — переймаєшся на ура. До того ж, якщо на екрані під час сцени промайне скриня, яка буде прихованою десь на уступі, то потім її можна саме там і відшукати. Свого часу Vagrant Story вважалася дуже красивою тривимірною грою, і навіть зараз, коли в очі кидається і сильна незграбність моделей, і недосконалість текстур, вона все одно виглядає дуже стильно.
Завдяки саунтреку від Хітосі Сакімото подорож Ешлі запам'ятовується ще краще.

## Умови бою
Бездумно лупити по ворогу в Vagrant Story не дозволяють: навпаки, заохочують вдумливий підхід до сутичок. Втрати часто обчислюється десятками, а не сотнями, і навіть заради того, щоб поранити ворога на 20 одиниць, потрібно правильно розпорядитися ресурсами Ешлі — вибрати відповідну зброю, визначитися з метою. Вороги не являють собою одну гігантську мішень, і гра, на щастя, відразу дозволяє оцінити, наскільки сильне поранення герой завдасть ворогові, якщо вдарить у конкретне місце. При цьому тим, хто звик до покрокових боїв, тут не буде надто складно контролювати ситуацію
Битви в Vagrant Story можуть здатися складними. З одного боку, гравцеві, як в ритм-симуляторі, потрібно вчасно натискати на клавішу атаки, щоб об'єднати кілька ударів в ланцюжок, причому інтервали між натисканнями постійно змінюються. З іншого — на перемогу впливає багато інших факторів. Наприклад, з кожною атакою по ворогу зростає показник ризику, а це означає, що у наступних ударів героя все менше шансів потрапити в ціль в той час як відповідні напади супротивників наносять більше урону з кожним разом. З ризиком в 100 одиниць навіть звичайна атака, від якої Ешлі раніше майже не постраждав би, може вмерти одразу. Проте, високий показник ризику означає, що всі ліки працюють ефективніше, і шанс нанести сильніший удар, ніж зазвичай, теж зростає. Хоча Ешлі завдає удари в реальному часі, ворог не має можливості відскочити в сторону або відповісти власним випадом, поки його б'ють. Йому дозволено тільки блокувати атаки нападника. Те ж саме відбувається при зміні ролей: поки ходить суперник, Ешлі доступно тільки парирування. До речі, парирувати удари досить складно, особливо якщо мова йде про магічні атаках. У грі доступні підказки (спливаючі знаки оклику).
Зброя володіє свого роду «пам'яттю» і чим більше ворогів одного типу нею вбиваєш, тим більше від нього бонусів в наступних сутичках з представниками даного типу. Але не можна використовувати один і той же меч проти всіх можливих супротивників. Вороги діляться на шість класів. Класи слідують один за одним в певному порядку, утворюючи кільце. Коли ви набираєте очки, скажімо, в категорії beast, то автоматично з показників наступних класів бали віднімаються. Для найближчого (в цьому випадку, undead) штраф найвідчутніший. А ось інтервал в два класи гарантує, що мінуси будуть несуттєвими. Тому оптимально обмежити спеціалізацію кожного зброї двома класами, дотримуючись між ними цей самий інтервал.